# Ailly
Ailly ist eine französische Gemeinde mit 1.230 Einwohnern (Stand: 1. Januar 2022) im Département Eure in der Region Normandie; sie gehört zum Arrondissement Les Andelys und zum Kanton Gaillon.

## Geographie
Ailly liegt zwischen den Tälern der Flüsse Seine und Eure. Umgeben wird Ailly von den Nachbargemeinden Le Val d’Hazey im Norden, Nordosten und Osten, Sainte-Barbe-sur-Gaillon im Osten, Saint-Julien-de-la-Liègue im Südosten, Clef Vallée d’Eure im Süden und Südwesten, Heudreville-sur-Eure im Südwesten sowie Acquigny im Westen.
Durch die Gemeinde führt die Autoroute A13.

## Bevölkerungsentwicklung
| Jahr                       | 1962 | 1968 | 1975 | 1982 | 1990 | 1999 | 2006 | 2019 |
| Einwohner                  | 440  | 417  | 465  | 604  | 755  | 775  | 1023 | 1191 |
| Quellen: Cassini und INSEE |      |      |      |      |      |      |      |      |

## Sehenswürdigkeiten
- Kirche Saint-Médard aus dem 12. Jahrhundert, Umbauten aus dem 16./17. Jahrhundert, seit 1992 Monument historique
- Herrenhaus Le Chapitre aus dem 12. Jahrhundert, Umbauten aus dem 17. Jahrhundert, Monument historique seit 1998
- Schloss Ailly aus dem 18./19. Jahrhundert
- Herrenhaus Ferme du Bec aus dem 17. Jahrhundert

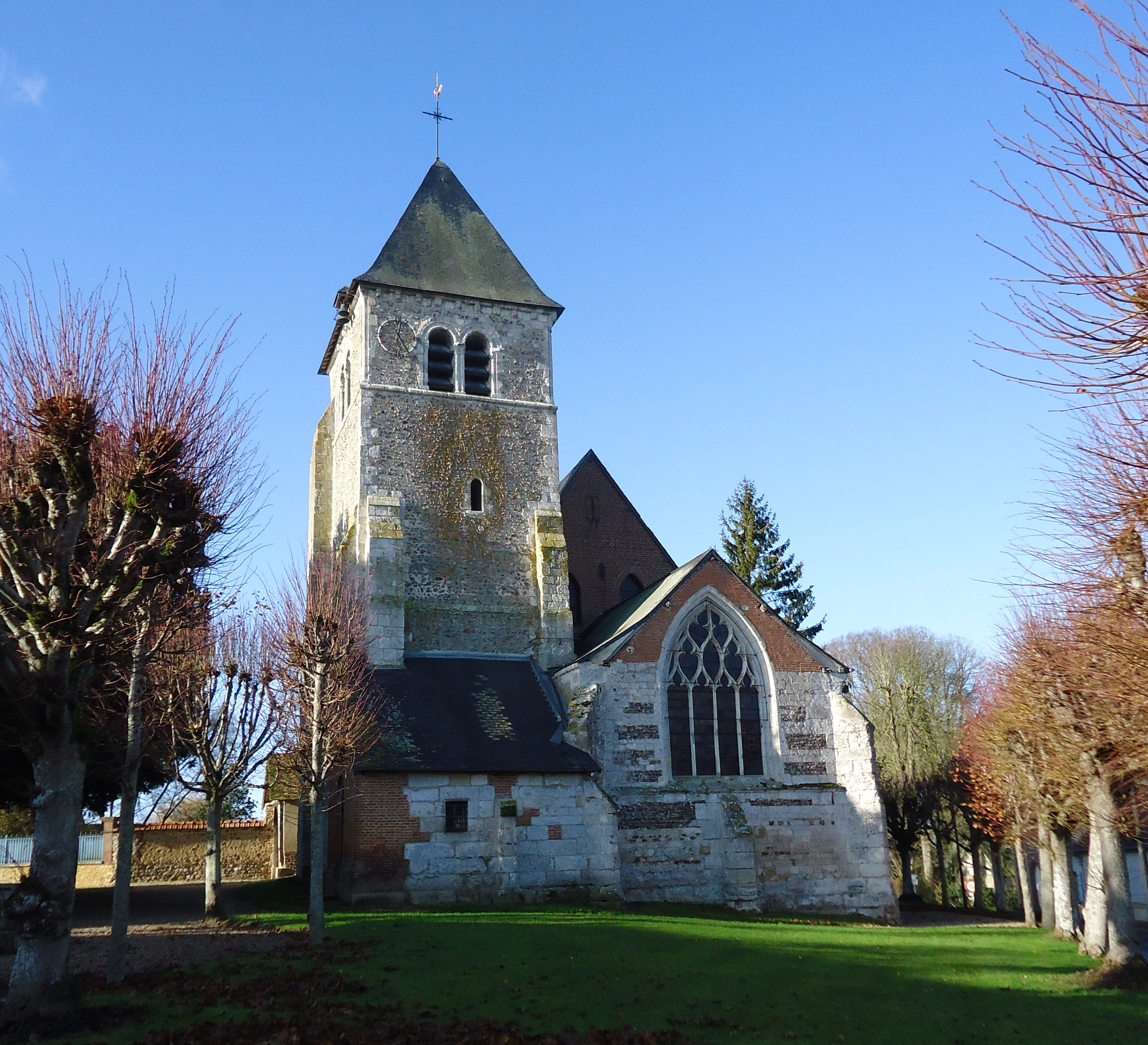
Kirche Saint-Médard
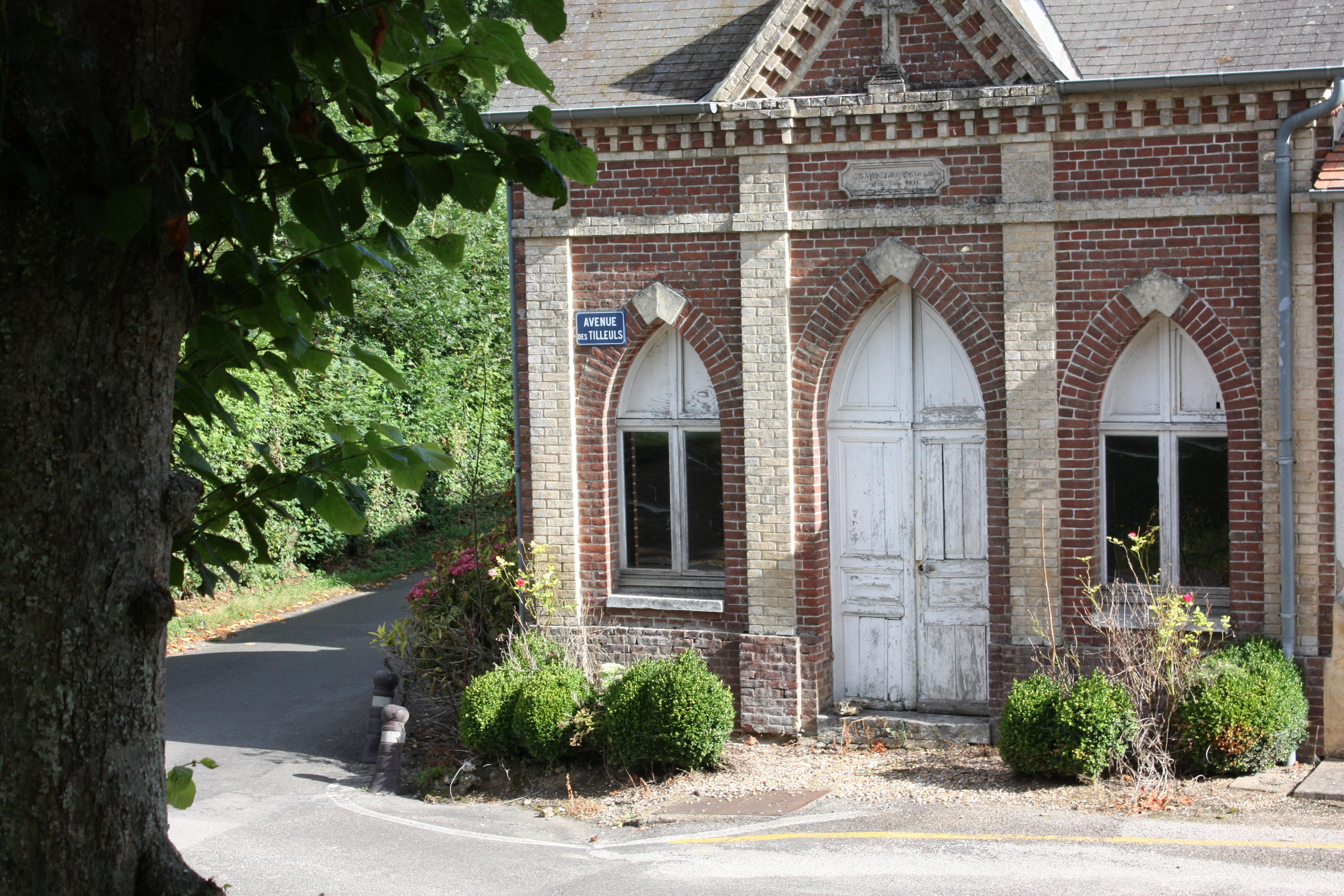
Kapelle
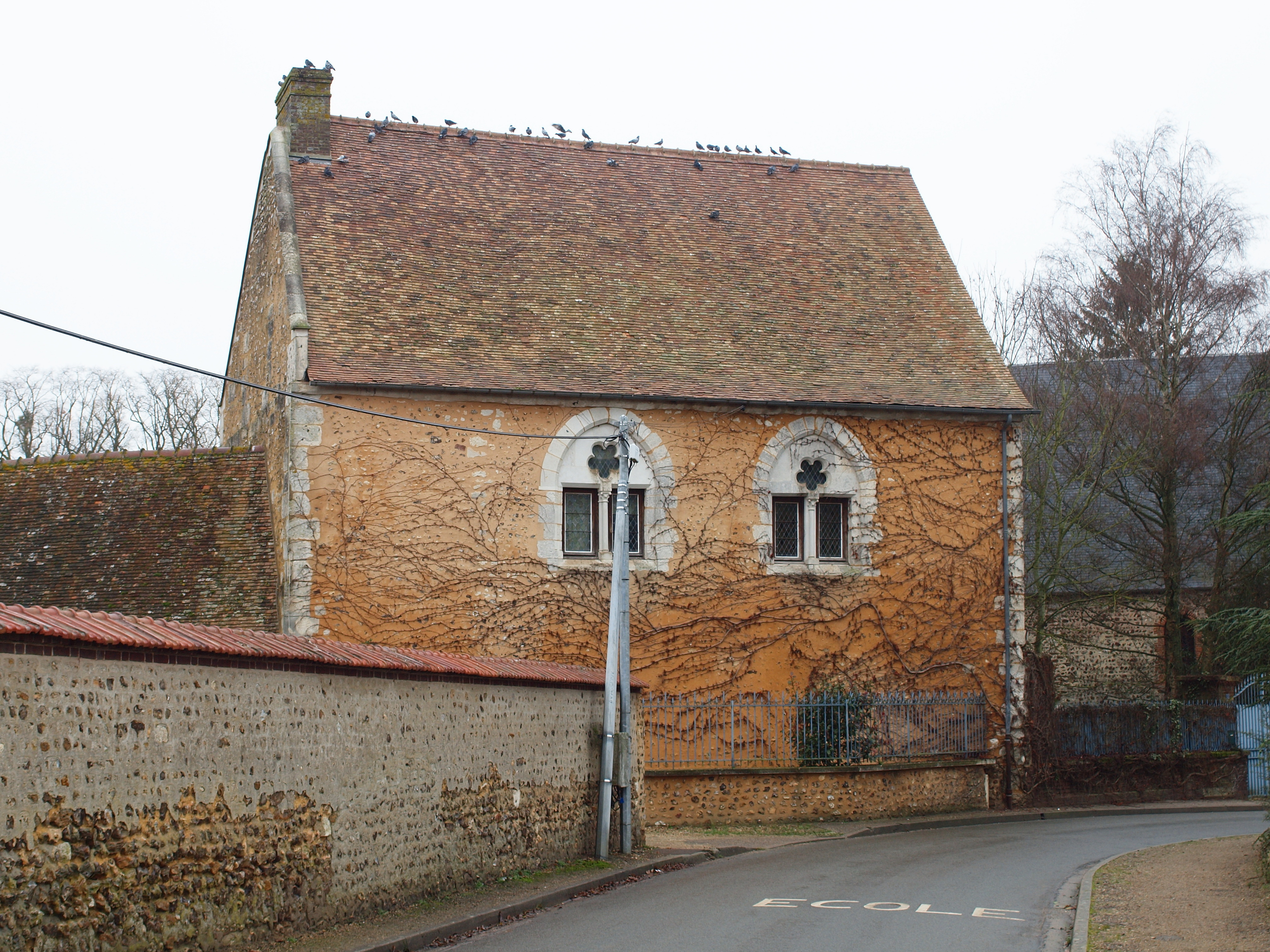
Alte Priorei